# Rogers H. Stolen
Rogers Hall Stolen (* 18. September 1937 in Madison, Wisconsin)  ist ein US-amerikanischer Physiker, der sich mit Glasfaseroptik befasst.
Er besuchte das St. Olaf College mit dem Bachelorabschluss 1959 und wurde 1965 an der University of California, Berkeley promoviert. Als Post-Doktorand war er 1964 bis 1966 an der University of Toronto und ab 1966 in den Bell Laboratories fest angestellt. Er blieb dort bis 1998, als er Professor am Virginia Tech wurde. 2012 war er Gastprofessor an der Clemson University.
1973 demonstrierte er mit Erich P. Ippen die Ramanverstärkung in Glasfasern (siehe Optischer Verstärker). Das wurde später (ab Ende der 1980er Jahre) wichtig für die Übertragung von Informationen mit optischen Solitonen in Glasfasern über große Distanzen. Anfang der 1980er Jahre gelang ihm, James P. Gordon und Linn F. Mollenauer bei den Bell Labs die Beobachtung der Ausbreitung optischer Solitonen in Glasfasern.
1990 erhielt er den R. W. Wood Prize. Er ist seit 2012 Mitglied der National Academy of Engineering (für Beiträge zur nichtlinearen Optik und die Erfindung der Polarisations-erhaltenden Glasfaser). Er ist Fellow der American Physical Society und der Optical Society of America.

## Schriften
- mit Linn F. Mollenhauer: Solitons in optical fibers. In: Laser focus with fiberoptic technology. Band 18, Nr. 4, 1982, ISSN 0275-1399, S. 193–198.
- mit Linn F. Mollenhauer: The soliton laser. In: Optics Letters. Band 9, Nr. 1, 1984, S. 13–15, doi:10.1364/OL.9.000013.